# Na Wewe
Na Wewe é um curta-metragem belga de 2010 dirigido por Ivan Goldschmidt. Como reconhecimento, foi nomeado ao Oscar 2011 na categoria de Melhor Curta-metragem.